# 1984-es Formula–1 holland nagydíj
A holland nagydíj volt az 1984-es Formula–1 világbajnokság tizenharmadik futama.

## Futam
| Helyezés | #  | Versenyző          | Csapat/Motor      | Körök | Idő/Kiesés oka      | Rajthely | Pontszám |
| -------- | -- | ------------------ | ----------------- | ----- | ------------------- | -------- | -------- |
| 1        | 7  | Alain Prost        | McLaren-TAG       | 71    | 1:37:21,468         | 1        | 9        |
| 2        | 8  | Niki Lauda         | McLaren-TAG       | 71    | + 10,283            | 6        | 6        |
| 3        | 12 | Nigel Mansell      | Lotus-Renault     | 71    | + 1:19,544          | 12       | 4        |
| 4        | 11 | Elio de Angelis    | Lotus-Renault     | 70    | + 1 kör             | 3        | 3        |
| 5        | 2  | Teo Fabi           | Brabham-BMW       | 70    | + 1 kör             | 10       | 2        |
| 6        | 15 | Patrick Tambay     | Renault           | 70    | + 1 kör             | 5        | 1        |
| 7        | 25 | François Hesnault  | Ligier-Renault    | 69    | + 2 kör             | 20       |          |
| 8        | 6  | Keke Rosberg       | Williams-Honda    | 68    | Kifogyott üzemanyag | 7        |          |
| 9        | 10 | Jonathan Palmer    | RAM-Hart          | 67    | + 4 kör             | 22       |          |
| 10       | 9  | Philippe Alliot    | RAM-Hart          | 67    | + 4 kör             | 26       |          |
| 11       | 28 | René Arnoux        | Ferrari           | 66    | Elektronika         | 15       |          |
| 12       | 30 | Jo Gartner         | Osella-Alfa Romeo | 66    | + 5 kör             | 23       |          |
| 13       | 23 | Eddie Cheever      | Alfa Romeo        | 65    | Kifogyott üzemanyag | 17       |          |
| Kizárva  | 4  | Stefan Bellof      | Tyrrell-Ford      | 69    | Kizárva             | 26       |          |
| Kizárva  | 3  | Stefan Johansson   | Tyrrell-Ford      | 69    | Kizárva             | 25       |          |
| Kiesett  | 18 | Thierry Boutsen    | Arrows-BMW        | 59    | Baleset             | 11       |          |
| Kiesett  | 21 | Huub Rothengatter  | Spirit-Hart       | 53    | Karburátor          | 27       |          |
| Kiesett  | 22 | Riccardo Patrese   | Alfa Romeo        | 51    | Motorhiba           | 11       |          |
| Kiesett  | 26 | Andrea de Cesaris  | Ligier-Renault    | 31    | Motorhiba           | 14       |          |
| Kiesett  | 5  | Jacques Laffite    | Williams-Honda    | 23    | Motorhiba           | 8        |          |
| Kiesett  | 16 | Derek Warwick      | Renault           | 23    | Kicsúszás           | 4        |          |
| Kiesett  | 14 | Manfred Winkelhock | ATS-BMW           | 22    | Kicsúszás           | 16       |          |
| Kiesett  | 19 | Ayrton Senna       | Toleman-Hart      | 19    | Motorhiba           | 13       |          |
| Kiesett  | 17 | Marc Surer         | Arrows-BMW        | 17    | Kerék               | 19       |          |
| Kiesett  | 1  | Nelson Piquet      | Brabham-BMW       | 10    | Olajnyomás          | 2        |          |
| Kiesett  | 24 | Piercarlo Ghinzani | Osella-Alfa Romeo | 8     | Benzinpumpa         | 21       |          |
| Kiesett  | 27 | Michele Alboreto   | Ferrari           | 7     | Motorhiba           | 9        |          |

## A világbajnokság élmezőnyének állása a verseny után
| H  | Versenyzők      | Pont | H  | Konstruktőrök | Pont  |
| -- | --------------- | ---- | -- | ------------- | ----- |
| 1. | Niki Lauda      | 54   | 1. | McLaren-TAG   | 107,5 |
| 2. | Alain Prost     | 53,5 | 2. | Lotus-Renault | 45    |
| 3. | Elio de Angelis | 32   | 3. | Ferrari       | 40,5  |
| 4. | René Arnoux     | 25   | 4. | Renault       | 34    |
| 5. | Nelson Piquet   | 24   | 5. | Brabham-BMW   | 33    |

## Statisztikák
Vezető helyen:
- Nelson Piquet: 10 (1-10)
- Alain Prost: 61 (11-71)

Alain Prost 14. győzelme, 13. pole-pozíciója, René Arnoux 12. leggyorsabb köre.
- McLaren 39. győzelme.